# Arina Glazunova
Arina Glazunova (Moscovo, 13 de fevereiro de 2000 – Tiblíssi, 27 de setembro de 2024) foi uma gerente de relações públicas russa que morreu no dia 27 de setembro de 2024, aos 24 anos, ao cair de 5 metros em uma estação de metrô na Praça da República em Tiblíssi, capital da Geórgia, enquanto filmava sua amiga. De passeio no país, ambas estavam dançando a música В после́дний раз (Pela última vez, tradução), do grupo musical Vesyolye Rebyata.
A queda gerou uma fratura fatal na base do crânio, levando ao óbito. A queda ocorreu às 02:03, e a morte, no hospital, às 09:15 (horário local). O caso tornou-se viral, sendo referenciado nas redes sociais como "a menina que filmou a própria morte".
Após o ocorrido, surgiram críticas ao fato de que a contenção que separa o fosso da rua tem apenas 35 centímetros de altura. O padrão vem do período soviético, e não foi adaptado ao padrão atual da geórgia, de  110 centímetros. 
Arina foi velada no dia 5 de outubro, e enterrada no cemitério Vagankovskoye. Foi criado um memorial na entrada do metrô, que chegou a ser vandalizado, sendo reconstruído em seguida.

## Biografia
Nascida em Moscou, Arina cresceu na Companhia do irmão. Formou-se em 2022 na Academia Russa de Economia Nacional e Administração Pública. Durante os estudos, foi ativista, especialmente pela causa animal. Atuou no teatro estudantil, sobretudo em papéis de mulheres francesas.
Em sua primeira tentativa de viajar para a Geórgia, acabou esquecendo o passaporte em casa, não conseguindo voltar ao aeroporto a tempo. 
Seu último emprego foi em uma agência publicitária russa, cuidando de mídias sociais. 